# Jim Reeves (amerykański piosenkarz)
Jim Reeves (ur. 20 sierpnia 1923 jako James Travis Reeves w Galloway w Teksasie, zm. 31 lipca 1964 w Nashville w Tennessee) – amerykański piosenkarz muzyki country.

## Śmierć
Reeves zginął w wypadku małego samolotu, który sam pilotował. Przyczyną katastrofy była szalejąca burza z piorunami. Jego partner biznesowy, a zarazem menadżer Dean Manuel (który był również pianistą w poprzednim zespole Reevesa) także poniósł śmierć. 
31 lipca 1964 Reeves i Manuel wylecieli z Batesville w stanie Arkansas kierując się do Nashville, w celu dokonania transakcji w sprawie nieruchomości. Jim próbował też bezskutecznie kupić posiadłość od rodziny LaGrone w Deadwood w stanie Teksas, na północ od Galloway - miejsca swego urodzenia. Podczas przelotu nad Brentwood, artyści natknęli się na silną burzę, która okazała się zbyt potężna dla małego jednosilnikowego samolotu Beechcraft 'Debonair'. Aeroplan zniknął z radarów około godziny 17:02, a kontakt drogą radiową został przerwany.

## Dyskografia
- Jim Reeves Sings (Abbott Records, 1956)
- Singing Down the Lane (1956)
- Bimbo (1956)
- Jim Reeves (1957)
- Girls I Have Known (1958)
- God Be With You (1958)
- Songs To Warm The Heart (1959)
- The Intimate Jim Reeves (1960)
- According To My Heart (1960)
- Tall Tales and Short Tempers (1961)
- Talkin' To Your Heart (1961)
- A Touch Of Velvet (1962)
- He'll Have To Go (1962)
- We Thank Thee (1962)
- The Country Side Of (1962)
- In Suid Africa (1962) (w języku afrikaans) z Chetem Atkinsem i Floydem Cramerem.
- Jy Is My Liefling (1963) (w języku afrikaans)
- Gentleman Jim (1963)
- The International Jim Reeves (1963)
- Good 'N' Country (1963)
- Twelve Songs Of Christmas (1963)
- Kimberley Jim (1964)
- Moonlight and Roses (1964)
- The Best Of Jim Reeves (1964)
- Have I Told You Lately That I Love You? (1964)
- The Jim Reeves Way (1965)
- Up Through The Years (1965)
- The Best Of Jim Reeves Vol. II (1965)
- Distant Drums (1966)
- Yours Sincerely, Jim Reeves (1966)
- Blue Side Of Lonesome (1967)
- A Touch of Sadness (1968)
- Jim Reeves On Stage (1968)
- Jim Reeves and Some Friends (1969)
- Golden Records (1969)
- The Best Of Jim Reeves Vol. III (1969)
- Jim Reeves Writes You a Record (1971)
- A Legendary Performer (1976)